# Barbara Zimmermann (Schriftstellerin)
Barbara Zimmermann (* 24. Mai 1950 in Altötting als Barbara Ulbrich) ist eine deutsche Journalistin und Schriftstellerin, die vor allem für die Veröffentlichung von Kinder- und Jugendbüchern bekannt ist.

## Leben und Werk
Barbara Zimmermann, geboren 1950 in Altötting in Oberbayern, ließ sich zur Goldschmiedin ausbilden. Seit 1980 ist sie auch literarisch tätig, ab 1981 trat sie kontinuierlich bei Lesungen in Schulen, Kindergärten, Stadtbüchereien, Museen und anderen Kulturveranstaltungen mit ihren Werken in Erscheinung.
1987 erhielt sie für ihre Autorenschaft den Förderpreis für Literatur der Landeshauptstadt Düsseldorf.
Neben ihrer Tätigkeit als Künstlerin und Schriftstellerin, arbeitete sie auch als Filmjournalistin und verfasste zahlreiche Beiträge in Fachzeitschriften im Bereich Film und Video. 1997 war sie beteiligt an der Zusammenstellung für Das Handbuch – Nachschlagewerk für Film und Videofreunde.
Seit 1960 lebt und arbeitet Barbara Zimmermann in Düsseldorf. Sie hat einen Sohn.

## Auszeichnungen
- 1981: 1. Preis in der Sparte Kinderliteratur beim 1. Nordrhein-Westfälischen Autorentreffen in Düsseldorf
- 1987: Förderpreis für Literatur der Landeshauptstadt Düsseldorf[2]
- 2007: Preis des Landes Nordrhein-Westfalen „Künstlerinnen und Künstler begegnen Kindern und Jugendlichen“ für das Projekt „Literaturwerkstatt – Rund um's Buch“

## Publikationen
- 1989: Andi, Region Emmental: Verein zur Förderung Geistig Behinderter (zusammen mit Bruno Ryter)
- 1993: Schwein gehabt, München: Bertelsmann
- 2000: Ein halbes Jahrhundert Familienleben Essen: Auwald-Verlag
- 2003: Der Lange und ich Essen: Auwald-Verlag
- 2009: Maxi und Julio und ein paar Krümel Glück Essen: Auwald-Verlag

## Anthologien
- 1986: Sichtbar bleibt nur eine Seite der Wahrheit – Auseinandersetzung mit Nike, Essay. In: Film 8/16: Baden-Baden 1986
- 1987: Am Anfang war das Chaos, Fantasy-Kurzprosa. In: Film 8/16: Baden-Baden 1987
- 1989: Pandorra oder die Hoffnung bleibt, Essay. In: Film 8/16: Baden-Baden 1989.
- 1989: Ihr schrumpeligen Schätzchen, Kindergeschichte. In: Gute Besserung. Hrsg. von Burghard Bartos. Bertelsmann: München 1989
- 1990: Em Bebbi sy Fasnacht. Drehtagebuch. In: Film + Video: Gütersloh 1990
- 1993: Frau und Film – Artikelserie in vier Teilen. Essay. In: Film+Video: Gütersloh 1993
- 1996: Emily Jane Brontë – Ein Märchen durchwebt von Melancholie, Essay. In: Film + Video: Gütersloh 1996
- 1997: 100 Jahre Filmgeschichte – eine Chronik, In: Das Handbuch – Nachschlagewerk für Film- + Videofreunde. Flöttmann: Gütersloh 1997
- 1998: Meine Straße in Cahsel, Kurzprosa. In: Straßenbilder – Düsseldorfer Schriftsteller über ihr Quartier. Hg. Alla Pfeffer. Grupello: Düsseldorf 1998

## Hörspiel
- 1993: Ihr schrumpeligen Schätzchen, Kinderhörspiel. Hrsg. von A.J. Weigoni. In Kooperation mit dem Literaturbüro NRW Düsseldorf: Ohrenkanapes. MC. Düsseldorf